# Bridge Studios

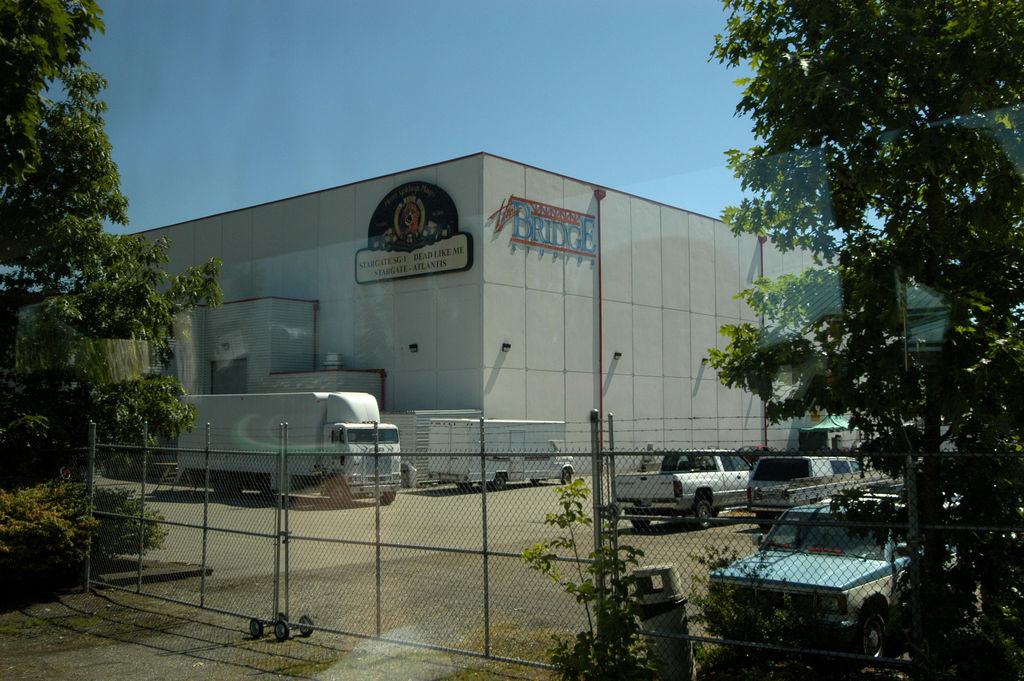
Ein Teil der Bridge Studios in Vancouver

Die Bridge Studios sind ein Filmproduktionszentrum in der kanadischen Stadt Vancouver. Es befindet sich in der Boundary Road in Burnaby, British Columbia, Kanada. Es verfügt über sechs Produktionshallen, Büros und andere Einrichtungen.

## Geschichte
1975 begannen die ersten Filmproduktionen auf dem Gelände im nördlichen Vancouver in einem provisorischen Filmstudio. 1987 erklärte sich die Provinzverwaltung von British Columbia aufgrund des Drucks der örtlichen Filmindustrie und deren Unterstützer sowie Befürworter damit einverstanden, auf dem Gelände ein permanentes Filmstudio zu errichten. 1987 wurden die ersten Serien, u. a. MacGyver und Stakeout, in diesen Studios produziert. Seit 1987 wurden mehr als 100 Film- und Fernsehproduktionen dort produziert.
Mittlerweile entschied sich die Regierung von British Columbia, die Studios an den Bauträger Larco Investments zu verkaufen.

## Gebäude
- Stage 1 verfügt über eine Fläche von 798 m².
- Stage 2 verfügt über eine Fläche von 1393 m².
- Stage 3 verfügt über eine Fläche von 1021 m².
- Stage 4 verfügt über eine Fläche von 1393 m².
- Stage 5 verfügt über eine Fläche von 1160 m².
- Stage 6 verfügt über eine Fläche von 1160 m².

## Brightlight Pictures
Die Brightlight Pictures, ein filmproduzierendes Unternehmen, hat seinen Hauptsitz in den Bridge Studios.

## Produktionen
In den Studios wurden u. a. folgende Filme und Serien produziert:
- 1997–2007: Stargate – Kommando SG-1
- 2001: 13 Geister
- 2002: Snowdogs – Acht Helden auf vier Pfoten
- 2004: Blade: Trinity
- 2004–2008: Stargate Atlantis
- 2005: Verbotene Liebe – Ein mörderisches Spiel
- 2006: Hollow Man 2
- 2009–2011: Stargate Universe
- 2011: Underworld: Awakening
- 2011: The Grey
- 2011: Endgame
- 2011: Dibbuk Box